# Leucospermum mundii
Leucospermum mundii är en tvåhjärtbladig växtart som beskrevs av Meissn.. Leucospermum mundii ingår i släktet Leucospermum och familjen Proteaceae. Inga underarter finns listade i Catalogue of Life.